# Banja Basi mecset
A Banja Basi mecset (bolgárul: Баня Баши джамия, törökül: Banyabaşı Camii) Szófia egyetlen működő dzsámija.

## Története
Az oszmán megszállás idején hetven mecset működött Szófiában, ma már csak a Banja Basi várja a muzulmán imádkozókat.  A dzsámi Szófia belvárosában, a vásárcsarnokkal (Halite) szemben áll.
A mecsetet Mimar Szinán, a szultán főépítésze tervezte 1566-ban egy nagyobb épületkomplexum részeként, amelynek fürdőit a közeli gyógyvízforrások táplálták. Erre utal a templom neve is, amely szabad magyar fordításban sok fürdőt jelent. A mecsettől nagyjából száz méterre ma csöveken keresztül tör a felszínre a termálvíz. A közelben áll az eredeti török fürdő kevéske maradványa is, amelyet csak 2003-2004-ben tártak fel.
Az úgynevezett szultán stílusban épült Banja Basitot tervező Szinán nevéhez fűződik egyébként a törökországi Edirne Szelim-mecsetje, valamint az isztambuli Kék mecset is. A vörös téglából rakott imahely négyzet alakú. Az épületnek egyetlen nagy kupolája van, átmérője 15 méter. Az épület bejárata előtt előcsarnok van, amelyet négy oszlop tart. Az oszlopok közötti boltívek szamárhát formájúak, felettük három kicsi, fémborítású kupola van. Bulgáriában ez az egyetlen ilyen formájú mecset.
A belső teret vörös szőnyegek borítják, a falakon kalligrafikusan megrajzolt Korán-idézetek olvashatók. A mecset kupolájának belsejét a kommunista uralom után, amely nem engedte a muzulmánok vallásgyakorlását a dzsámiban, az eredeti tervek szerint restaurálták. A mecsetet a turisták is felkereshetik imaidőn kívül. A nőknek be kell kendőzni a fejüket.

## Érdekesség
- Evlija Cselebi, a híres 17. századi török utazó azt írta, hogy a Banja Basi a legszebb szófiai dzsámi.[4]

## Galéria

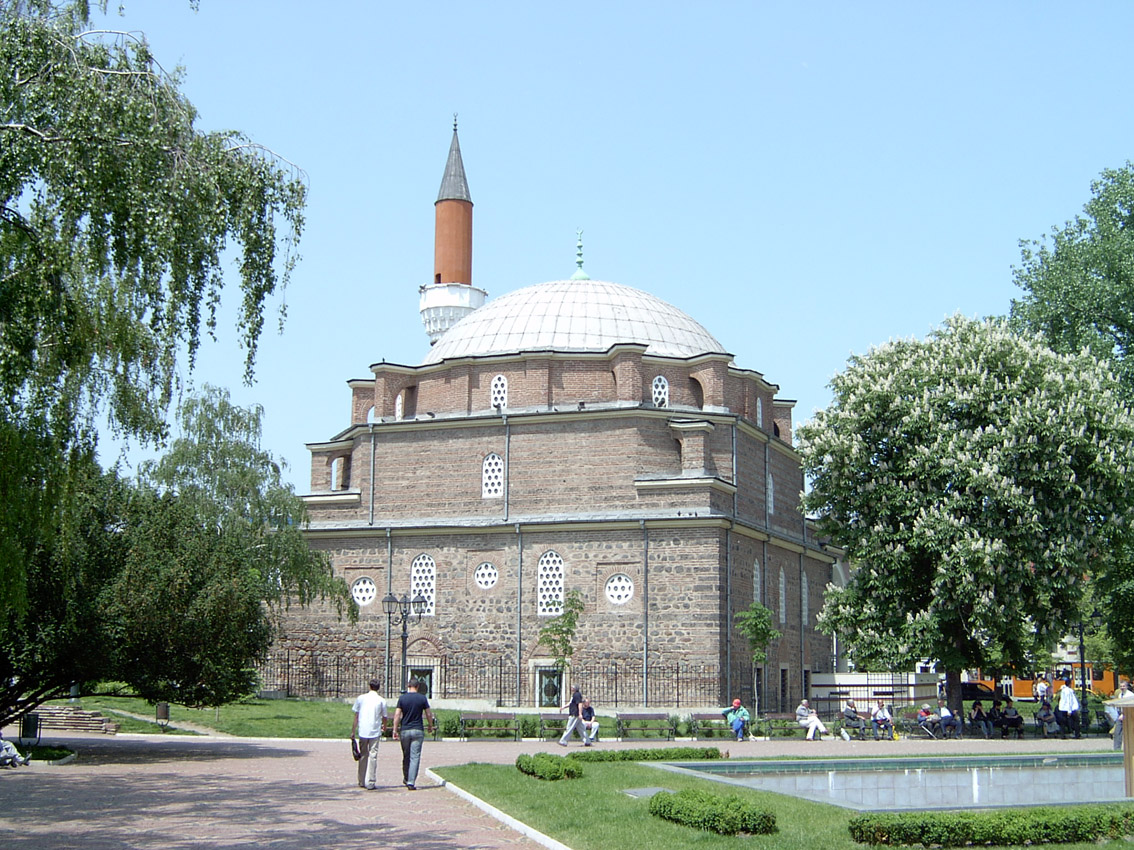
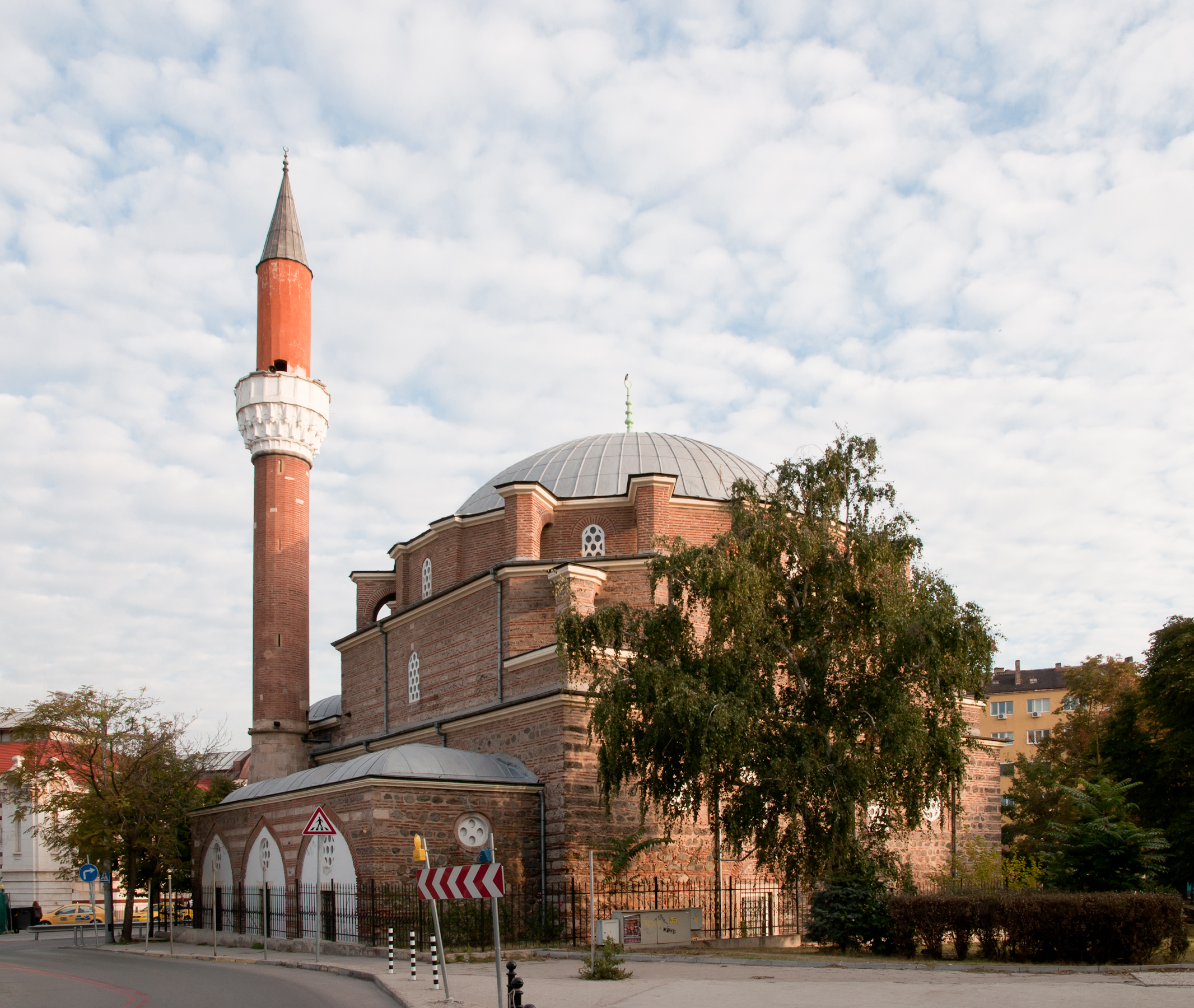
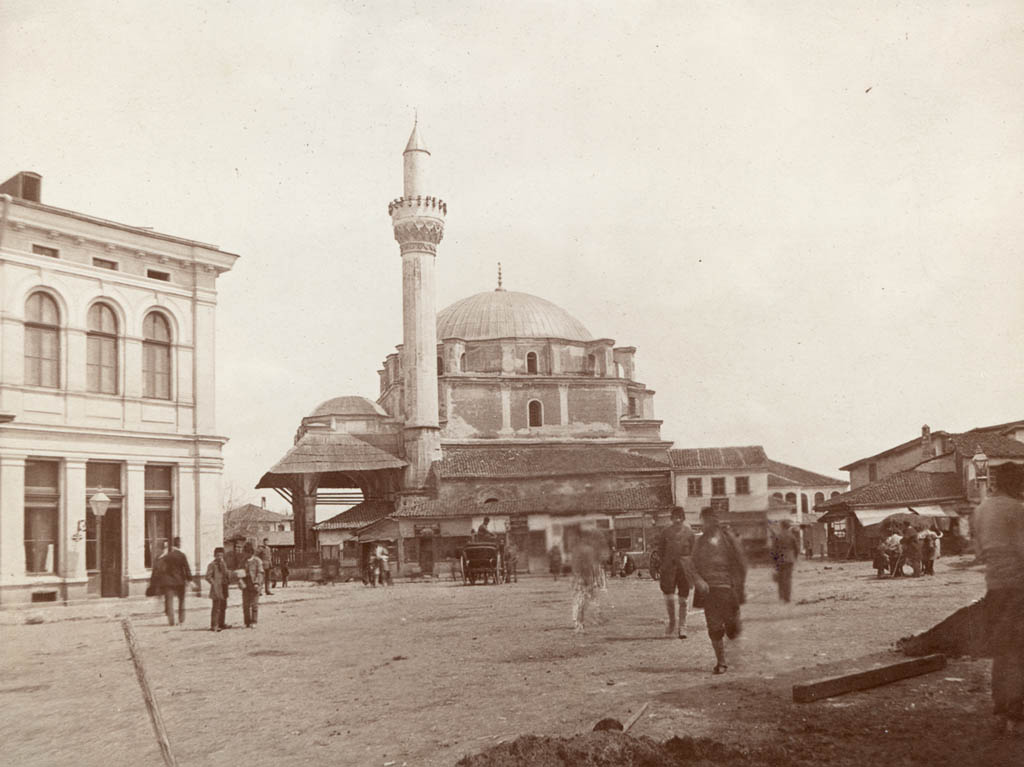
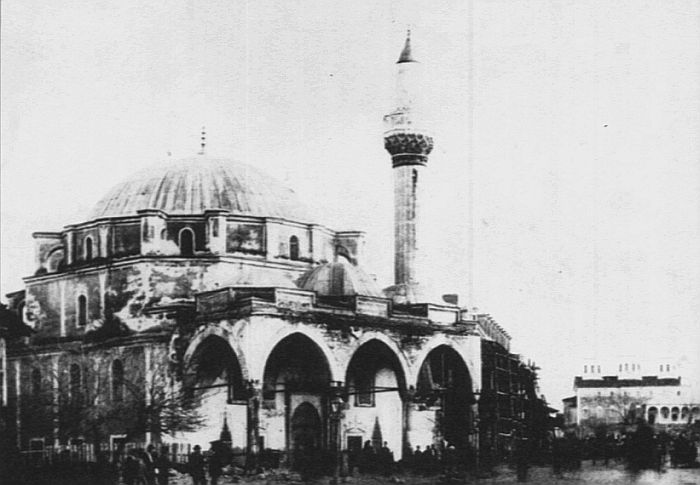
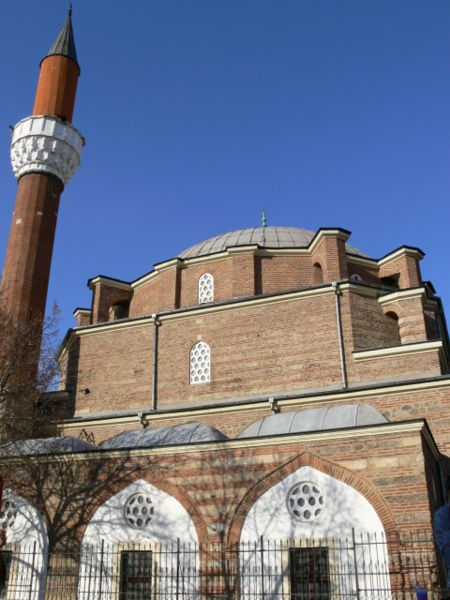